# 稲葉道通
稲葉 道通（いなば みちとお/つねみち）は、安土桃山時代から江戸時代初期にかけての武将、大名。稲葉重通の子。豊臣政権下で実兄・牧村利貞の遺領を継ぎ、伊勢岩手（岩出）城主となる。関ヶ原の戦いで東軍に属し、戦後に加増を受けて伊勢田丸藩初代藩主。

## 生涯

### 出自
稲葉重通（稲葉良通の庶長子）の四男。長兄（異母兄）は牧村利貞（牧村政倫の養子）、次兄は稲葉通重、三兄は僧侶になった。『寛政重修諸家譜』（以下『寛政譜』）では重通の婿養子となった稲葉正成が道通の四男の位置に掲出されており、系図上で道通は五男として扱われている。

### 兄の遺領を継ぐ
牧村利貞は豊臣秀吉に仕え、伊勢国岩手城を与えられて2万石を領有していたが、文禄2年（1593年）7月に朝鮮において陣没した。
利貞には息子がいたが（後述）、秀吉の命によって実弟の道通が跡を継いだ。文禄3年（1594年）には伏見城の工事にあたり5700石を加増された。
慶長3年（1598年）、木材の海上運輸税をめぐって九鬼嘉隆（志摩鳥羽城主）との間に紛争が生じたが、徳川家康の裁定によって稲葉道通が勝利した。これによって九鬼嘉隆との間に遺恨が生じたという。
関ヶ原の戦いにおいては東軍に与し、伊勢国において西軍に与した九鬼嘉隆らと戦った。『藩翰譜』によれば、会津攻めに従軍していた稲葉道通は、家康の指示を受けて領国に帰ったが、その途次に（九鬼方の）銃撃を受け、難を逃れたという。
東軍の富田信高（安濃津城主）・分部光嘉（伊勢上野城主）が安濃津城で籠城すると（安濃津城の戦い）、道通は岩出城から兵を出して九鬼嘉隆家臣の北庄蔵が守る中島砦を落とした。こうしたことが功績とされ、戦後に2万石を加増されて伊勢田丸城を与えられ、4万5700石を領した。これにより田丸藩が立藩した。
慶長12年（1607年）12月12日、伏見で死去。享年38。

## 備考

### 兄の遺児
天保13年（1842年）成立の御巫清直『田丸城沿革考』によれば、利貞には牛之介（兵丸）という子があったが、幼少のため道通が家督を代行することとなった。しかし牛之介が元服するころになっても道通は家督を返さず、牛之介は駿府に出て徳川家康に訴え出ようとしたが、道通は刺客を送って牛之介を暗殺したという。
『寛政譜』の牧村家の譜によれば、牧村利貞には孫右衛門（幼名は兵丸）という息子と一女（祖心尼）がいた。牧村孫右衛門は慶長12年（1607年）7月25日に駿府で殺害されたとある。
『藩翰譜』では、牧村利貞は道通の「姉の夫」とされ、利貞の子として長兵衛尉（幼名は与一）と祖心尼を挙げる。長兵衛尉は稲葉家で養われたが、成長後に父の所領が返還されなかったことに不満を持って稲葉家を去り、父が親しかった縁で加賀藩の前田利長を頼った。駿府城築城の際、長兵衛尉は加賀の人夫に立ち混ざって働いていたが、何者かによって刺殺されたとある。

### 稲葉志津
日本の重要文化財に指定されている志津兼氏作の日本刀「稲葉志津」の名前は、道通が所持していたことに由来する。